# Bert Hiemstra
Bert Hiemstra (Groninga, 9 agosto 1973) è un ex ciclista su strada olandese.

## Palmarès

### Strada
- 1992 (Dilettanti, una vittoria)

7ª tappa Tour du Poitou-Charentes (Chef-Boutonne > Poitiers)
- 1993 (Dilettanti, una vittoria)

6ª tappa Olympia's Tour (Zottegem > Ossendrecht)
- 1997 (Rabobank, una vittoria)

7ª tappa Tour de la Province de Liège (Seraing > Seraing)
- 2001 (Bankgiroloterij, quattro vittorie)

3ª tappa Vuelta a Lloret de Mar
3ª tappa Prueba Challenge Costa Brava (Lloret de Mar > Lloret de Mar)
5ª tappa Ster Elektrotoer (Valkenburg > Verviers)
Grand Prix Wieler Revue
- 2004 (Vlaanderen, una vittoria)

Batavus Pro Race

#### Altri successi
- 1994 (Dilettanti)

Caraco Omloop
- 1996 (Rabobank)

Criterium Roden
- 1999 (Rabobank)

Rund um Rhede

## Piazzamenti

### Classiche monumento
- Giro delle Fiandre

2001: 35º
2004: 56º
- Parigi-Roubaix

1998: fuori tempo massimo
1999: 45º
2004: 53º

### Competizioni mondiali
- Campionati del mondo

Lisbona 2001 - In linea Elite: ritirato